# Reinas em Glória
Reinas em Glória é o vigésimo álbum de estúdio, do cantor Álvaro Tito lançado em 2011 pela gravadora Sony Music.
Inicialmente, Reinas em Glória estava com o lançamento programado para o início de 2007 (através do próprio selo do cantor - Ato Records), mas por motivos não esclarecidos, ficou quatro anos arquivado, sendo lançado apenas em 2011.

## Lançamento e recepção
| Críticas profissionais | Críticas profissionais |
| Avaliações da crítica  | Avaliações da crítica  |
| Fonte                  | Avaliação              |
| ---------------------- | ---------------------- |
| Super Gospel           | [ 6 ]                  |

Reinas em Glória foi liberado em 2011 pela gravadora Sony Music Brasil. O projeto recebeu uma avaliação favorável do portal Super Gospel. Segundo o texto, o álbum "mostra que o tempo veio provar que ele é o maior ícone histórico da música negra no cenário evangélico.".
Em 2019, foi eleito pelo Super Gospel o 12º melhor álbum da década de 2010.

## Faixas
1. Somente pela Graça - 04:38
2. Carregando Piano - 04:53
3. Reinas em Glória - 04:18
4. As Promessas de Deus - 03:38
5. Deus é o Nosso Refúgio - 04:24
6. Na Beira da Estrada - 03:36
7. Sala do Banquete - 06:27
8. Deposito toda minha Fé - 05:27
9. Aconteceu - 02:28
10. Guarda o que Tens - 04:33
11. Esse Nome tem Poder - 04:47
12. Vale de Jaboque – 05:20
13. Minha Provação – 04:34
14. Sete Castiçais de Ouro – 03:41